# Казеиновый клей
Казеиновый клей — натуральный клей животного происхождения, основным веществом которого выступает казеин, получаемый из молочного белка.

## История
Данных о времени появления и о человеке, который впервые попробовал применить продукты переработки молока для склеивания предметов, нет. Однако, даже в пирамидах древних египтян находят предметы, соединенные казеиновым клеем. В промышленных масштабах получение казеинового клея началось в начале XIX века в Германии и Швейцарии. В 1892 году казеиновый клей получил водостойкие качества.
В настоящее время употребление казеинового клея существенно снизилось благодаря появлению синтетических полимерных смол и клеев.

## Применение
Казеиновый клей применяется для склеивания различных материалов: дерева, картона, кожи, фарфора, керамики, камня, пластика, фаянса, ткани и пенопласта. Самое широкое применение клей получил при работе с предметами из дерева, поэтому он является необходимым компонентом деревообрабатывающего, фанерного и картонажного производства.
Казеиновый клей также входит в состав шпатлевок, замазок и щелочеустойчивых красок.
Так как клей имеет натуральное происхождение — это позволяет производителю использовать знак «Экологически чистая продукция».